# 마르틴 예르겐센
라르스 마르틴 예르겐센(덴마크어: Lars Martin Jørgensen), 1975년 10월 6일 ~ )은 덴마크의 은퇴한 축구 선수로 포지션은 공격형 미드필더이다.
덴마크 축구 국가대표팀의 일원으로 A매치 102경기에 출장, 12골을 득점했으며, 그는 3번의 FIFA 월드컵과 2번의 UEFA 유럽 축구 선수권 대회에 덴마크 대표로 나서기도 하였다. 그의 형 마츠 예르겐센은 덴마크의 은퇴한 축구 선수이다.

## 같이 보기
- A매치 100경기 이상 출전한 축구 선수 명단